# Menstrie Castle

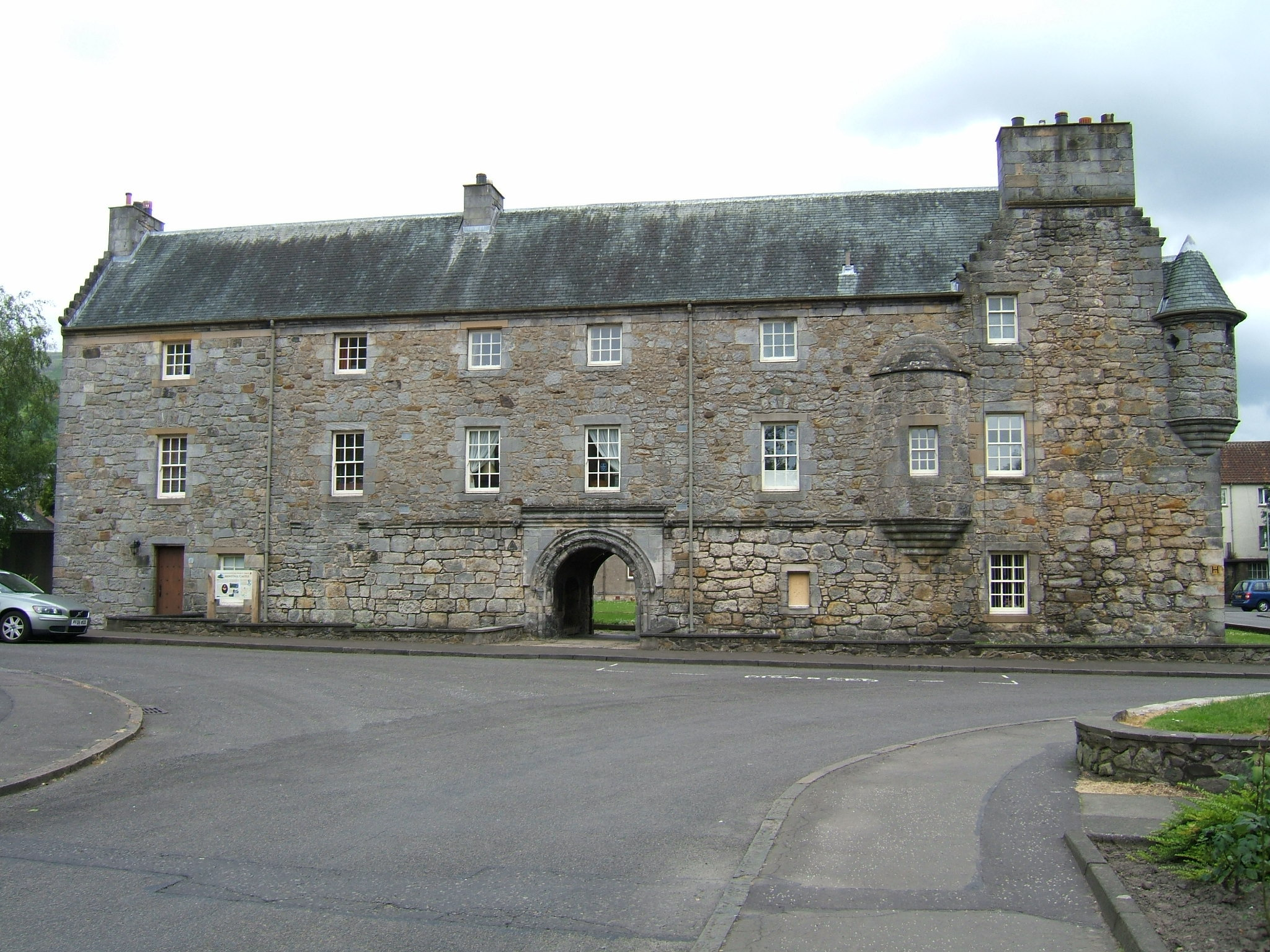
Westseite von Menstrie Castle

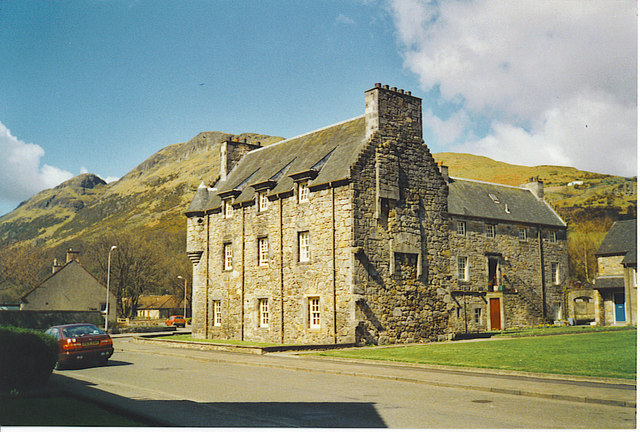
Blick von Südosten in den ehemaligen Innenhof

Menstrie Castle ist ein Herrenhaus in der schottischen Stadt Menstrie in der Council Area Clackmannanshire. 1960 wurde das Gebäude in die schottischen Denkmallisten in der höchsten Kategorie A aufgenommen.

## Geschichte

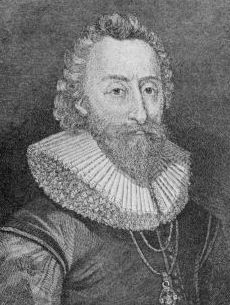
William Alexander

Das heutige Menstrie Castle geht wahrscheinlich auf einen Vorgängerbau des Clans Campbell aus dem 14. Jahrhundert zurück. 1526 gingen die Ländereien an das Haus Alexander über. Der Kern von Menstrie Castle wurde um das Jahr 1560 errichtet und das Gebäude dann bis Anfang des 17. Jahrhunderts erweitert. Zu Bauzeiten lag es noch außerhalb der Stadt. Um 1567 wurde der spätere erste Earl of Stirling, William Alexander, dort geboren. Obschon der Name auf eine Burg oder ein Schloss hindeutet, handelt es sich um ein mäßig bewehrtes Herrenhaus, welches zunächst einen L-förmigen Grundriss aufwies. Im Zuge des englischen Bürgerkriegs in der Mitte des 17. Jahrhunderts attackierte der Earl of Montrose Mentrie Castle im Jahre 1645 und ließ es niederbrennen. 1649 gelangte es in den Besitz von James Holborne of Menstrie. Das Herrenhaus wurde wieder instand gesetzt und nach 1750 um Außengebäude erweitert, sodass die entstandene U-förmige Gesamtanlage einen Innenhof einschloss. 1734 wurde Ralph Abercromby auf Menstrie Castle geboren. Zu Beginn des 20. Jahrhunderts stand Menstrie Castle leer und sein Zustand verschlechterte sich zusehends Zwischen 1922 und 1969 wurden die Außengebäude abgerissen und durch moderne Wohnhäuser ersetzt. In den 1950er Jahren existierten Pläne zum Abriss des ruinösen Herrenhauses. Dank einer von dem Schauspieler Moultrie Kelsall initiierten Rettungskampagne, konnte das Gebäude letztendlich restauriert und 1963 eröffnet werden. Teile des Innenraums wurden hierbei zu Wohnungen umgebaut, während in den verbleibenden Räumen ein Museum eingerichtet wurde.

## Beschreibung
Menstrie Castle befindet sich an der Castle Road im Zentrum von Menstrie. Das Mauerwerk des dreistöckigen Gebäudes besteht aus Bruchstein. Durch die lange Westfassade des L-förmigen Bauwerks führt ein Torweg auf den Innenhof. Sein Segmentbogen ist mit Bändern verziert. Im Süden, wahrscheinlich der älteste Teil von Menstrie Castle, treten ein Eckturm sowie ein Erker auf Kragsteinen hervor. Entlang der kurzen Südseite sind drei Fenster je Stockwerk verbaut. Das Gebäude schließt mit Satteldächern ab, die mit Staffelgiebel gearbeitet sind.